# 桃源镇 (鹤山市)
桃源镇，是中华人民共和国广东省江门市鹤山市下辖的一个乡镇级行政单位，以制伞业闻名，有“桃源一把伞”之说。

## 行政区划
桃源镇下辖以下地区：
新圩社区、竹朗社区、三富村、钱塘村、蟠龙村、旺龙村、龙溪村、蟠光村、甘棠村、中胜村、龙都村、富岗村和中心村。